# Andrea Bučko
Andrea Bučko (* 1. května 1989, Bratislava) je slovenská zpěvačka, skladatelka, textařka a herečka.
Její matka je jazzová zpěvačka Adriena Bartošová a jejím otcem je herec a moderátor Štefan Bučko. Vystudovala divadelní režii a dramaturgii na VŠMU v Bratislavě. Ve své hudební kariéře spolupracovala a spolupracuje například s Romanem Havranem, Jánem Kružliakem, Máriou Kmeťkovou nebo Dominikou Kavaschovou.

## Televize
- 2020: Pumpa
- 2022: Oteckovia

## Diskografie
- 2012: In The Middle Off...
- 2015: Polarity
- 2018: Escape
- 2020: Morena